# Cereus lepidotus
Cereus lepidotus es una especie de planta suculenta perteneciente al género Cereus, dentro de la familia Cactaceae. Se distribuye por Colombia, Trinidad y Tobago, Venezuela y las Antillas Venezolanas.  

## Descripción
Cereus lepidotus es una especie de cactus que crece en forma de árbol, con tallos verticales que se ramifican desde cerca de la base y que pueden alcanzar alturas superiores a 10 m. Los tallos son cilíndricos, segmentados y de color verde. Muchas veces se confunde con Cereus hexagonus.
Presenta de 4 a 6 costillas, sobre las que se asientan areolas pequeñas con 10 o más espinas desiguales. Las flores son grandes, de color blanco y se abren por la noche. Los frutos son de color rojo cuando están maduros.

## Distribución y hábitat
El área de distribución nativa de esta especie abarca Colombia, Trinidad y Tobago, Venezuela y las Antillas Venezolanas. Además ha sido introducida en Ecuador y las Islas de Barlovento. Crece principalmente en el bioma tropical estacionalmente seco.

## Taxonomía
Cereus lepidotus fue descrita por el botánico alemán Joseph de Salm-Reifferscheidt-Dyck y publicada por primera vez en el libro Cacteae in Horto Dyckensi Cultae ed. 2: 207 en 1850.
Etimología
- Cereus: nombre genérico que deriva del término latíno cereus (que se traduce como 'vela' o 'cirio'), haciendo alusión a su forma alargada perfectamente recta.[3]
- lepidotus: epíteto específico que proviene de las palabras griegas lepis (que significa 'escama') y otos (que significa 'oreja' o 'parte'), haciendo referencia a que la planta parece que está cubierta de escamas.[4]

## Usos
Se cultiva principalmente como planta ornamental y su propagación se realiza a través de esquejes o semillas.